# Eva Lim
Eva Lim (Changsha (China), 10 juli 1992) is een Nederlandse kunstschaatsster.
Bij het NK Kunstschaatsen van 2004 won ze de zilveren medaille bij de Debs. Op het NK van 2005 werd ze nationaal kampioene bij de novice. Op het NK van 2006 werd ze tweede en op het NK van 2007 in Utrecht werd ze nationaal kampioene bij de junioren. Hierdoor mocht ze deelnemen aan de WK voor junioren van 2007 waar op de 48e plaats eindigde. Op de Nationale kampioenschappen van 2008 (Tilburg), 2009 (Heerenveen) en 2010 (Eindhoven) eindigde ze als tweede. Zij heeft niet kunnen meedoen aan het NK 2011 in verband met een zware rugblessure. Op de nationale kampioenschappen van 2012 (Tilburg) werd zij wederom tweede. Zij deed voor het eerst mee bij de Open Belgische Kampioenschappen 2012 en behaalde daar ook de tweede plaats. Door ziekte kon zij wederom niet deelnemen aan de nationale kampioenschappen van 2013. In november 2013 werd zij 3e op het Belgisch kampioenschap. In januari 2014 werd ze Nederlands kampioen. Zij werd opgenomen in de selectie van Stichting Kunstrijden Nederland.
Ze traint in Breda en Eindhoven onder Jolanda Franken en is lid van MSB. Tevens traint ze met Sylvia Holtes. Haar kuren voor het seizoen 2013/2014 werden gemaakt door choreografe Sandy Suy en Aneta Kowalska. Vlak voor het NK veranderde zij haar LP, dit werd gemaakt door Sylvia Holtes.

## Topscore
| score     | punten | datum      | toernooi           |
| --------- | ------ | ---------- | ------------------ |
| Totaal    | 110,40 | 15-02-2014 | NK 2014, Amsterdam |
| Korte kür | 038,76 | 19-12-2009 | NK 2010, Eindhoven |
| Vrije kür | 074,42 | 15-02-2014 | NK 2014, Amsterdam |

## Belangrijke resultaten
| Kampioenschap | 03/04 | 04/05 | 05/06  | 06/07 | 07/08  | 08/09  | 09/10  | 10/11 | 11/12  | 12/13 | 13/14 |
| ------------- | ----- | ----- | ------ | ----- | ------ | ------ | ------ | ----- | ------ | ----- | ----- |
| NK Senioren   |       |       |        |       | Zilver | Zilver | Zilver |       | Zilver |       | Goud  |
| WK Junioren   |       |       |        | 48e   |        |        |        |       |        |       |       |
| NK Junioren   | D     | N     | Zilver | Goud  |        |        |        |       |        |       |       |

D = DEBS, N = Novice 